# God Sleeps in Rwanda
God Sleeps in Rwanda és un curtmetratge documental de 2005 sobre cinc dones afectades pel genocidi de Ruanda.
El 31 de gener de 2006 va ser nominada pels Oscar en la categoria Oscar al millor documental curt. Va perdre davant A Note of Triumph: The Golden Age of Norman Corwin.